# Yannick Jauzion
Yannick Jauzion (Vénès, 28 luglio 1978) è un rugbista a 15 francese, dal 2002 tre quarti centro del Tolosa.

## Biografia
Nato a Vénès, mosse i primi passi rugbistici nel locale club Graulhet; nel 1998 si trasferì al Colomiers, squadra con la quale si mise in luce a livello nazionale tanto da guadagnarsi la convocazione nella Francia maggiore; con questa esordì il 16 giugno 2001 contro il Sudafrica.
Nel 2002 si trasferì al Tolosa, e in tale città intraprese gli studi di ingegneria.
Prese parte alla Coppa del Mondo di rugby 2003 in Australia, nella spedizione che si concluse con il quarto posto finale per i francesi, e si laureò campione d'Europa due volte con il Tolosa.
Alla Coppa del Mondo di rugby 2007 si distinse per essere stato uno dei marcatori del vittorioso quarto di finale contro gli All Blacks, anche se poi la Francia ripeté il quarto posto di quattro anni prima, avendo perso la successiva semifinale contro l'Inghilterra e poi la finale del terzo posto contro l'Argentina.
Nel 2008 Jauzion si è laureato per la prima volta campione di Francia con il Tolosa; ha conseguito, inoltre, il Grande Slam con la Francia nel Sei Nazioni 2010.
Yannick Jauzion è un laureato di École d’ingénieurs de Purpan.

## Palmarès
- Campionati francesi: 2
Tolosa: 2007-08; 2010-11
- Heineken Cup: 3
Tolosa: 2002-03, 2004-05, 2009-10